# Alex Irvine
Alexander Christian Irvine (* 22. März 1969 in Ypsilanti, Michigan) ist ein US-amerikanischer Science-Fiction und Fantasy-Schriftsteller, der seine Werke als Alex Irvine oder Alexander C. Irvine veröffentlicht.

## Biografie
Irvine erhielt 1991 einen Bachelor of Arts an der University of Michigan, 1996 den Master of Arts an der University of Maine und 2003 einen Ph.D. an der University of Denver. Seit November 2005 war er Assistenz Professor für Englisch an der University of Maine. Auch arbeitete er eine Zeit lang als Reporter für den Portland Phoenix.
Er ist verheiratet, hat Zwillinge, einen Jungen und ein Mädchen. Er war bis vor kurzem Professor an der University of Southern Maine. Er war 2015 Kandidat bei Jeopardy! und gewann $26,000.
Irvine arbeitete an Alternate Reality Games mit, wie z. B. The Beast und I love Bees und ist Autor des Facebook Spiels Marvel: Avengers Alliance.
Das erste Mal Aufmerksamkeit erlangte Irvine 2002 mit seinem Gewinn des Locus Awards für seinen Roman A Scattering of Jades, der im Jahr darauf auch mit dem Crawford  Award ausgezeichnet wurde. Ebenso beachtet wurde 2003 seine Story-Sammlung Unintended Consequences.
2004 veröffentlichte Irvine den Roman One King, One Soldier, der im Universum der Gralssuche von Bernard Cornwell spielt. Auch im Jahr 2004 erschien Have Robot, Will Travel, ein Roman der an Isaac Asimovs Roboterkrimis und die Robotergesetze erinnert. Im Jahr darauf erschien The Narrows, ein historischer Fantasy-Roman, der im Zweiten Weltkrieg angesiedelt ist. 2006 erschien sie Story-Sammlung Pictures from an Expedition. Buyout ein im Jahr 2041 angesiedelter Roman wurde 2009 bei Random House verlegt.
Zusätzlich zu eigenen Werken, schrieb er auch im Marvel-Universum, unter anderem The Ultimates: Against All Enemies. Er schrieb auch die Vertigo Enzyklopädie. Auch ein Buch über Batman bei DC Comics, Batman: Inferno, schrieb Irvine.
Er betätigte sich auch Autor von Comic-Serien, so schrieb er für Marvel Daimon Hellstrom Comics. Daredevil Noir,
und Iron Man: The Rapture.
Außer einigen wenigen Comics ist von Irvine bisher (Stand 05/2019) noch nichts auf Deutsch erschienen.

## Auszeichnungen
- Lennie Isaacs Memorial Award, Clarion Science Fiction Writers’ Workshop, 1993
- Steve Grady Poetry Award, University of Maine, 1995
- Albert Morton Turner Essay Prize, University of Maine, 1995
- Technology in the First-Year English Classroom Award, University of Denver, 1999
- Travel and dissertation research grant, ColRoMorA Family Foundation, 1999
- Best Web site of the Year, Entertainment Weekly, für The Beast, 2001
- Best Ideas of the Year, The New York Times, für The Beast, 2001
- Pushcart Prize nomination für Snapdragon, 2002
- Locus Award als bester Roman für A Scattering of Jades, 2003
- Best First Novel, International Horror Guild, für A Scattering of Jades, 2003
- Crawford Award als bester Erstlingsroman, für A Scattering of Jades, 2003
- International Association for the Fantastic in the Arts, für A Scattering of Jades, 2003
- New England Press Award für investigativen Journalismuis, 2004
- International Game Developers Association award für Innovation für I Love Bees, 2005
- Critic's choice award, 48-hour Film Project, für Music Box, 2006
- Year's Best Science Fiction and Fantasy, für Wizard's Six, 2007

## Werke

### Romane
- A Scattering of Jades, 2002
- One King, One Soldier, 2004
- The Narrows, 2005
- The Life of Riley, 2005
- Buyout, 2009
- Mystery Hill, 2009

### Lizenz Arbeiten
- Have Robot, Will Travel, 2004
- Batman: Inferno, 2006
- The Ultimates: Against All Enemies, 2007
- The Supernatural Book of Monsters, Spirits, Demons, and Ghouls, 2007
- Supernatural: John Winchester's Journal, 2009
- Iron Man: Virus, 2010
- Iron Man 2, 2010
- Transformers: Exodus, 2010
- The Seal of Karga Kul: A Dungeons & Dragons Novel, 2010
- Transformers: Exiles, 2011
- The Adventures of Tintin: A Novel (Movie Tie-In), 2011
- Batman: Arkham Knight - The Riddler's Gambit, 2015

### Anthologien
- Unintended Consequences, 2003
- Pictures from an Expedition, 2006

### Sachbuch
- Vertigo Enzyklopädie, 2008

### Comics
- Hellstorm: Son of Satan -- Equinox #1–5
- Daredevil Noir: Liar's Poker #1–4
- The Murder of King Tut #1–5
- Iron Man: The Rapture #1–4
- Dark Sun: Ianto's Tomb #1–5